# 田辺一雄
田辺 一雄（たなべ かずお、1973年9月18日 - ）は、日本の経営者、芸人、タレント、YouTuberである。愛称はたなぶーやたなかず。株式会社エムディエスCEO。

## 経歴
1973年9月18日、福井県鯖江市に長男として生まれる。
小学6年生のとき近所の電器屋でパソコンを知る。どうしてもパソコンが欲しかったが、当時のNECやSHARPのパソコンは高額で買えず、任天堂のFamily BASICを買ってもらう。中３になると、当時はインターネットはなく、パソコン通信という電話回線でパソコン同士をつなぐネットワークサービスに興味を持ち、ホストと呼ばれるサービスを提供。
福井高専の電気工学科に進学、成績はかなりの低空飛行であったが、得意のプログラミングで足りない点数を補ったと言われている。プログラミングの知識などもあり、ハッキングを行っていたがどちらかと言うとホワイトハッカーで情報セキュリティの啓発なども行っていた。
2000年9月12日 サラリーマンが務まらず、本屋で立ち読みをしていたら1円で会社が作れる本を立ち読みし、合資会社エムディエスを設立。2003年11月 日経BP社「日経システム構築」に、不正アクセス対策について識者として取材を受ける。福井エフエム放送の「ラジアップ Friday」にもITに関するコーナーで出演していた。
ラテラルシンキングをやっていたことからお笑いに関心を持ち始め、2019年東京NSCに25期生として入る。2020年1月5日、ピン芸人のNo.1を決めるR-1ぐらんぷりに出場。1回戦敗退。

## 出演番組

### ラジオ番組

#### 現在
- ハイライトフライデー（福井エフエム放送、2019年4月 - ）

#### 過去
- ラジアップフライデー（福井エフエム放送、2016年10月 - 2019年3月）
  - 毎週出演していた時期もあるが、本人がかなりの多忙だったため月に1度の出演に変わっている。
- なまDE1発木曜日 パソコン通信コーナー担当（福井放送、1991年10月 - 1994年3月）
- TAMPOPO通信 (福井放送)

## 外部サイト
- 田辺一雄 - CloudCasting